# Robin Holcomb
Robin Holcomb, (Georgia, 1954 –) amerikai énekesnő, dalszerző, zongorista. Kombinálja az avant-garde dzsesszt a klasszikus zenével és a folkzenével is.

## Pályafutása
Georgiai gyermekkorából, a New York-i avantgárd zenészekkel való kapcsolatából, valamint kaliforniai és New York-i munkáiból ered Holcomb zenéje. A Kaliforniai Egyetemen tanult. New Yorkba költözött férjével, Wayne Horvitzcal. Big band darabokat írt a New York Composers Orchestra számára, amelyet Horvitzcal alapított. 1988-ban férjével Seattle-be költözött. Az „Angels at the Four Corners” című zenés színházi művével énekes-dalszerző is lett. Ebben a műben dalokkal mesélnek, amelyek közül néhányat Holcomb énekel. 1990-ben jelent meg debütáló albumán.
1992-es év a debütáláshoz hasonlóan folytatódott dalokkal, népzenei ihletéséssel. 1996-ban zongoraalbuma jelent meg (Little Three). A 2002-es „Big Time” lemezén számos neves vendégművész szerepelt, köztük Bill Frisell, Kate McGarrigle, Anna McGarrigle, Eyvind Kang. 2004-ben jelent meg a „Solos”, Wayne Horvitz-cal közös albuma.
Robin Holcomb szólistaként és különböző együttesek vezetőjeként sok helyen fellépett Észak-Amerikában, Európában, Ausztráliában és Ázsiában. Az 1980-as években alapítója volt a Studio Henrynek, amely a New York Composers Orchestra színhelye. 1989 óta Seattle-ben él, komponál szólózongorára, kamaraegyüttesekre, táncokhoz, színházaknak és filmekhez.

## Albumok
- Larks, They Crazy (1989)
- Robin Holcomb (1990)
- Rockabye (1992)
- Little Three (1996)
- The Big Time (2002)
- John Brown's Body (2006)
- Point of It All (2010)